# Ardisia letouzeyi
Ardisia letouzeyi är en viveväxtart som beskrevs av A. Taton. Ardisia letouzeyi ingår i släktet Ardisia och familjen viveväxter. Inga underarter finns listade i Catalogue of Life.